# Rudolf Langhammer
Rudolf Anton Langhammer (* 19. September 1889 in Klösterle an der Eger, Böhmen; † 28. Januar 1958 in Berlin) war ein deutschsprachiger tschechoslowakischer Lehrer, Archivar und Heimatforscher.

## Leben
Langhammer wurde 1889 in Klösterle an der Eger als Sohn des Gastwirts Johann Langhammer und dessen Frau Anna Fischer geboren. Sein älterer Bruder war der Militärgeistliche Meinrad Langhammer (1884–1942). Er studierte an der deutschen Karl-Ferdinands-Universität in Prag und der Universität Innsbruck. Seine Studien schloss er 1918 mit einer Doktorarbeit über historische Volkslieder als Dr. phil. ab. Er arbeitete als Gymnasiallehrer in Eger und Pilsen, später war er Direktor der Lehrerbildungsanstalt in Komotau. 
In den 1930er Jahren veröffentlichte Langhammer als Professor an der deutschen Staatlichen Lehrerbildungsanstalt für Jungen in Eger und Direktor der Lehrerbildungsanstalt in Komotau historische Schriften über die Entwicklung des Egerlandes. Seine Arbeiten befassten sich mit dem Robot während der Zeit der Erbuntertänigkeit, mit der Region um seine Heimatstadt Klösterle – deren Ehrenbürger er 1934 wurde – und mit der ersten Phase des Klosters Waldsassen von 1136 bis 1537. Damit erweiterte er die Klostergeschichte des Humanisten und Hofpfalzgrafen Kaspar Brusch. Die Gründungsgeschichte des Klosters ist mit der Stadtgeschichte von Eger eng verbunden, beispielsweise durch das Steinhaus, den Landausbau im Schönbacher Ländchen und die Aufteilung der Einkünfte aus der Frais. Langhammer erforschte u. a. auch die Abfolge der Äbte des Klosters bis zur Reformation. Ein geplanter zweiter Band zur Klostergeschichte ist offenbar als Folge der Besetzung des Sudetenlandes nach dem Münchner Abkommen 1938 durch Truppen des Deutschen Reiches nicht mehr erschienen. 
Langhammer veröffentlichte nach dem Zweiten Weltkrieg im Mai 1945 als Leiter des Altmärkischen Museums und des Stadtarchivs Schriften über das historische Stendal. Ab 1953 lebte er in Berlin.

## Veröffentlichungen
- Über Robot im Egerland. Eger 1931.
- Waldsassener Salbuch aus dem Ende des 14.Jahrhunderts. In: Unser Egerland. Jg. 37, 1933, S. 32–45.
- Böhmens Schutzherrschaft über das Kloster Waldsassen. In: Unser Egerland. Jg. 37, 1933, S. 78.
- Der Winterkönig in Waldsassen und Eger. In: Unser Egerland. Jg. 37, 1933, Seite 109 ff. (online).
- Die Burgen des mittleren Egertales und die Stadt Klösterle. Klösterle 1932.
- Waldsassen – Kloster und Stadt. Waldsassen 1936. (online).
- Karl Venier. Ein sudetendeutscher Pionier der Porzellanindustrie. Coburg 1944.
- Alt-Stendal. Stendal 1948.
- Sankt Annen in Stendal. Stendal 1949.
- Das Rathaus zu Stendal. Stendal 1950.
- 65 Jahre Altmärkisches Museum. Stendal 1951. (In: Altmärkisches Museum Stendal. Jahresgabe V/1951, S. 1–32.)
- Aus der Geschichte der Klösterler Thunschen Porzellanfabrik. In: Stifter-Jahrbuch. Bd. 4  (1955), S. 182–222.